# A4

Соотношение листа формата A4 и листов серии A других размеров

A4 — формат бумаги, определённый стандартом ISO 216, основан на метрической системе мер. Его размеры — 210×297 мм, диагональ — 364 мм. Площадь листа формата A4 = {\displaystyle {\frac {1}{16}}} м².
Лист формата A4 получен путём последовательного четырехкратного деления пополам листа формата A0, имеющего площадь 1 м²: А0:2=А1, A1:2=А2, А2:2=А3, А3:2=А4. В свою очередь, при делении пополам листа A4 получится два листа формата A5, при этом соблюдается подобие форм листа и его половины, а соотношение сторон равно 1:√2 (Соотношение Лихтенберга). Численно размеры 297 мм и 210 мм кратны числителю и знаменателю рационального приближения к значению √2: 99/70 ≈ 1,4142857. Погрешность не превышает 1/10000, несмотря на небольшой знаменатель.
Формат A4 очень широко используется для документации, чертежей, писем, журналов, бланков, расходных материалов для принтеров и копировальной техники.

## История возникновения
Еще в начале двадцатого века единых размеров для деловых бумаг и конструкторской документации в Европе вообще не существовало. Каждая бумажная фабрика выпускала листы своего собственного формата.
Пропорции прямоугольного листа также выбирались различными. «Золотое сечение» 1:1,618, которое так любили архитекторы и живописцы Возрождения, оказалось совсем не подходящим в полиграфии и книгоиздательстве. При складывании такого листа вдвое пропорции получаемой страницы изменялись и становились неудобными для работы.

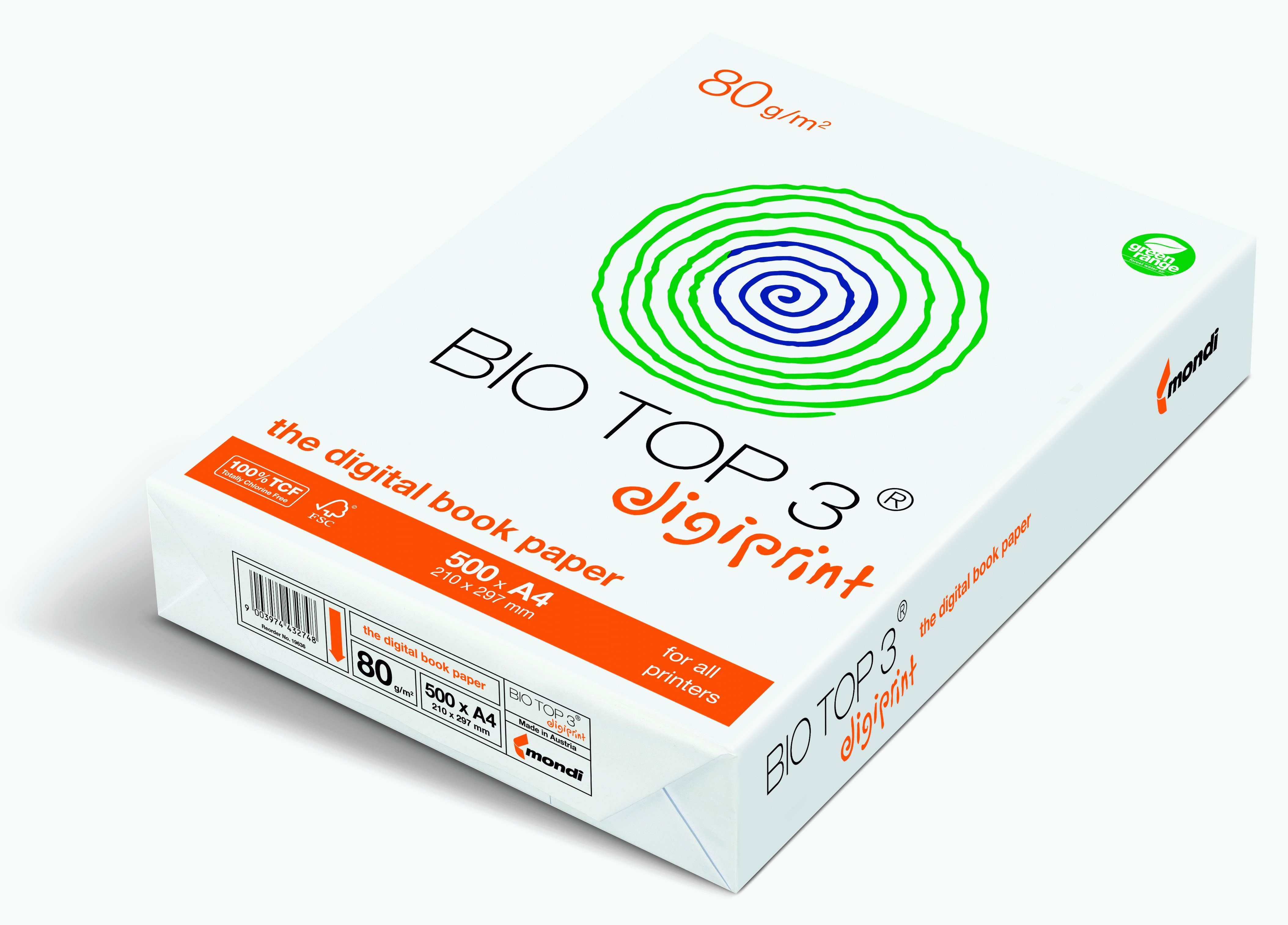
Стандартная пачка бумаги формата А4

Более подходящими для практических нужд оказались другие пропорции: лист, стороны которого относились, как единица к квадратному корню из двух, при складывании пополам давал прямоугольник с тем же соотношением. Иначе говоря, он был подобен первоначальному. Одно из преимуществ: при ксерокопировании (раньше - фотокопировании) и изменении масштаба пропорции изображения не менялись.
Доктор наук Вальтер Порстманн, немецкий инженер, математик и теоретик стандартизации в промышленности, один из создателей немецкой системы DIN, предложил стандартизовать размеры бумаги, взяв за основу лист с соотношением сторон 1:1,4143 и площадью в один квадратный метр.
Проект Комитета по Производственным стандартам Германии был опубликован 18 августа 1922 года. Исходный формат получил обозначение А0. Результаты складывания его вдвое — соответственно A1, A2 и т. д. Таким образом, формат А4 — это 1/16 часть большого листа формата A0.

## Чертёжные форматы в СССР в 1960-1968 гг.

Стандарт обозначения форматов бумаги для чертежей по ГОСТ 3450-60.

В советской чертёжной терминологии по ГОСТ 3450-60 (то есть 1960 года) формат А4 при обозначении являлся исходным для всех остальных и назывался «формат 11 (формат одиннадцать)», Форматы обозначались двумя цифрами, первая из которых указывает кратность одной стороны формата размеру 297 мм, а вторая — кратность другой стороны формата размеру 210 мм. Формату А3 соответствует формат 12, А2 — 22, А1 — 24. Произведение двух цифр в обозначении формата определяет количество форматов 11, которое содержится в данном формате. Например, формат 44 с размерами сторон листа 1189×841 мм содержит 4×4, то есть 16 форматов 11. Кроме этого, таким образом обозначены форматы бумаги, отсутствующие в серии А, например, формат 14 для чертежей длинных объектов. По ГОСТ 2.301-68 обозначение форматов для чертежей принято в соответствии с ISO 216.